# Landslaget mot våld
Landslaget mot våld  var en kampanj i Sverige, mot våld och droger, under parollen Nej till våldet. Den stöddes av Sveriges regering, och startades 31 augusti 1986 av Sveriges dåvarande statsminister Ingvar Carlsson (s).
1986 var gatuvåld och annat våld i samhället "på tapeten" i Sverige. Palmemordet och mordet på Ronny Landin var två uppmärksammade våldsamheter i Sverige det året.

## Deltagare
- Astrid Lindgren, barnboksförfattarinna
- Gösta Ekman d.y., skådespelare
- Carl-Gustaf Lindstedt, skådespelare
- Hagge Geigert, skådespelare
- Krister Stendahl, biskop
- Style, popgrupp
- Anders Wijkman, politiker (KDS)